# 世界人名翻譯大辭典
《世界人名翻譯大辭典》由中國對外翻譯出版公司出版，新華社譯名室編輯，是中華人民共和國第一本提供規範化人名翻譯的工具書。第一版出版于1993年10月，修订版出版于2007年4月。本书有姊妹篇《世界地名翻译大辞典》。

## 特點
1. 收錄詞目65萬條。
2. 涉及100多個國家和地區。
3. 採用混合排列，擴大約定俗成譯名人物量。
4. 提供了日本、韩国、朝鮮、越南、新加坡等使用漢字或曾經使用過漢字的國家和地區以外的外國人名。

## 翻譯方法
外國人名按該語言發音為主，並參考名字拼寫譯出，用字依據該語言對應漢語的譯音表。一部份外文名有約定俗成的譯名，那麼這些譯名繼續採用。書後附有各語言的譯音表，和一些國家民族人名構成的介紹。

### 譯音表
譯音表一般按各語言的拉丁拼寫，列出該語言可能的輔音母音的組合與對應的漢字；但是英語因為發音不規則，所以按國際音標列出。下列是書中的譯音表所涵盖的语言：
- 英語
- 愛爾蘭語
- 威爾士語
- 德語
- 法語
- 西班牙語
- 葡萄牙語
- 意大利語
- 荷蘭語
- 馬爾他語
- 希臘語
- 芬蘭語
- 瑞典語
- 挪威語
- 丹麥語
- 冰島語
- 俄語
- 立陶宛語
- 拉脫維亞語
- 愛沙尼亞語
- 波蘭語
- 捷克語
- 匈牙利語
- 羅馬尼亞語
- 保加利亞語
- 阿爾巴尼亞語
- 塞爾維亞語
- 蒙古語
- 高棉語
- 老撾語
- 緬甸語
- 泰語
- 印度尼西亞語
- 他加祿語
- 馬來語
- 印地語
- 烏爾都語
- 僧伽羅語
- 孟加拉語
- 普什圖語
- 泰米爾語
- 土耳其語
- 波斯語
- 阿拉伯語
- 希伯來語
- 阿姆哈拉語
- 索馬里語
- 馬達加斯加語
- 豪薩語
- 斯瓦希里語
- 布爾語（南非荷蘭語）
- 茨瓦納語
- 沃洛夫語
- 班圖語
- 斐濟語